# Ilburkové
Ilburkové nebo páni z Ilburka (též Illburkové nebo z Illburka, německy von Ileburg, či Eilenburg – původně Eulenburg, latinsky de Yleborch) byli starý šlechtický rod původem z Horního Saska.

## Historie

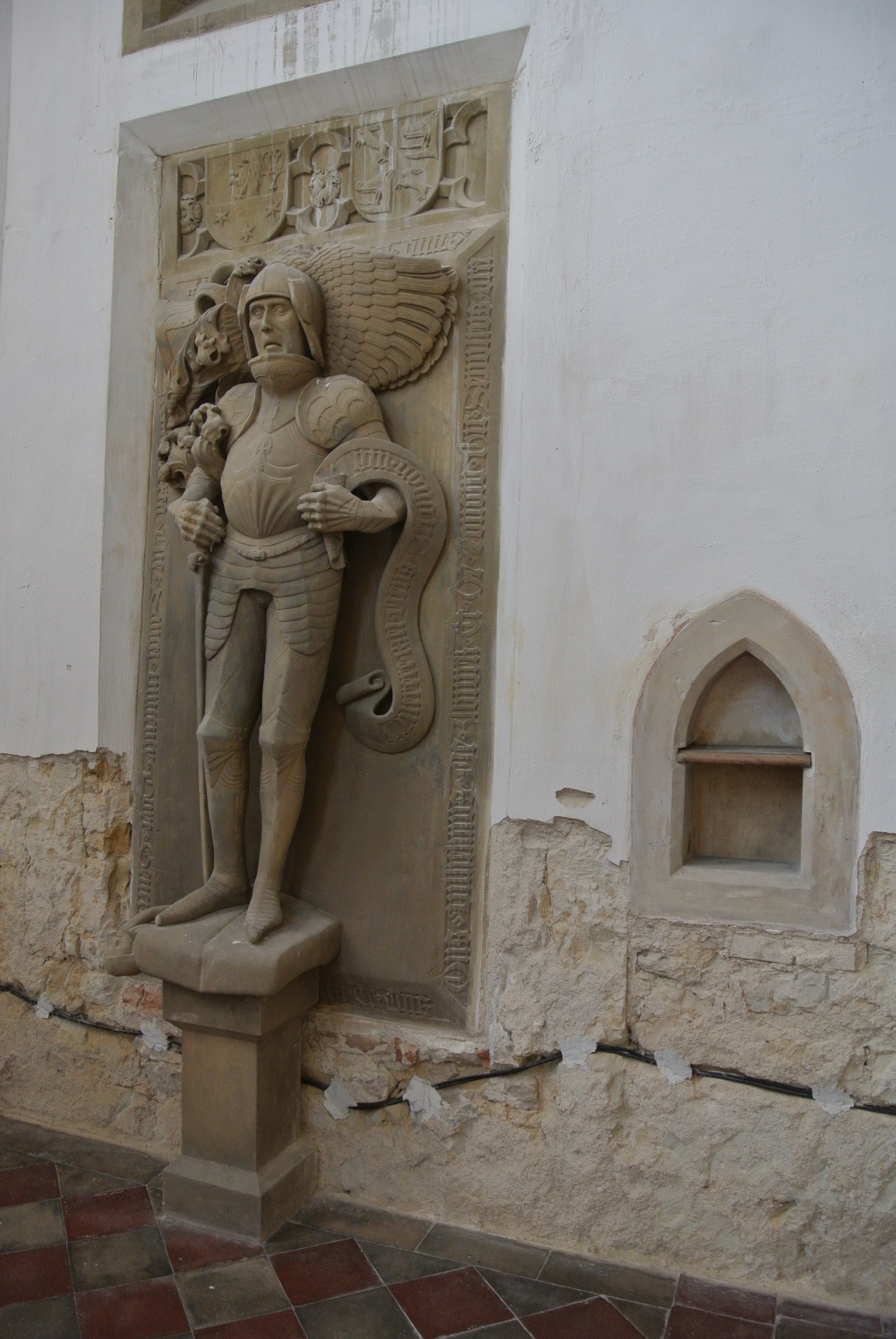
Náhrobek Viléma z Ilburka v kostele Nanebevzetí Panny Marie v Charvatcích

Jako první člen tohoto rodu je písemně zmiňován Konrád z Ilburka (Conradus de Ilburg, v letech 1170–1197). Jako další je zmiňován Otto de Yleborch, kterým pokračuje nepřerušená linie rodu. Ilburkové byli ministeriálním rodem Wettinů. 
V českých zemích byli členové rodu Ilburků přítomni od 15. století. Drželi zde několik panství zejména v severozápadních Čechách, ale i jinde. Patřila mezi ně panství Egerberk, Hauenštejn, Himlštejn, Šumburk, Týřov, Stvolínky, Ronov u České Lípy, Červený hrádek u Jirkova, Helfenburk u Úštěka a další. Česká větev rod pánů z Ilburka vymřela v 16. století.

## Erb
Rodový erb Ilburků představuje napříč rozdělený štít. Horní polovina je zlatá s vystupujícím černým lvem. Spodní část je modrá a v ní jsou tři stříbrné (zlaté) hvězdy. Z přilby vyrůstá mezi dvěma křídly černý lev.

## Osobnosti rodu
- Půta z Ilburka (původně Botho či Buda, 1379–1434) – purkrabí královského hradu Loket, odolal husitským útokům
- Vilém z Ilburka (1415? – 11. září 1489) – syn Půty, zpočátku stoupenec krále Jiřího z Poděbrad, poté podkomoří za panování Matyáše Korvína
- Vilém II. z Ilburka (1469–1538) – syn Viléma, hejtman Litoměřického kraje a v letech 1517–20 zemský fojt Horní Lužice[1]
- bratři Ota a Vend z Ilburka
- hrabě Botho Heinrich zu Eulenburg auf Wicken (1804–1879) – právník a velkostatkář

## Příbuzenství
Rod Ilburků se příbuzensky spojil s dalšími českými rody, např. s Kurcpachy z Trachenburka ad.